# 인간면역결핍 바이러스와 임신
임신 중 HIV 감염은 임신 중인 여성이 HIV/AIDS 감염된 것이다. 임신, 출산 및 모유 수유 중 세 가지 주요 상황에서 산모에서 아이로 HIV가 전염될 위험이 있다. 적절한 의학적 개입으로 바이러스 전염의 위험을 크게 줄일 수 있고, HIV/AIDS를 치료하지 않으면 산모와 아이 모두에게 심각한 질병과 사망을 초래할 수 있기 때문에 이 주제는 중요하다.
HIV의 모자 전염을 포함한 HIV/AIDS 전염병의 부담은 개발 도상국, 특히 남부 아프리카 국가들에 불균형하게 영향을 미친다. 세계 보건기구 (WHO)의 가장 최근 보고서에 따르면 2019년에 전 세계적으로 HIV 감염 여성이 1,920만 명에 달했으며 그해에 이 인구에서 79만 건의 새로운 감염이 발생했다고 추정한다. 또한 2019년에 전 세계적으로 15 세 미만의 아동이 180만 명에 이르렀고, 그해 에이 인구에서 15만 명의 새로운 감염 사례가 발생했다고 보고했다.
신생아 HIV 감염과 모성 질환의 위험은 적절한 산전 선별 검사와 항레트로바이러스 요법(ART)을 통한 HIV 감염 치료, 산후 권장 사항 준수를 통해 감소된다. 특히, 항레트로 바이러스 약물을 사용하지 않거나, 산과적 개입이 없거나, 산후 모유 수유를 피하지 않으면, 모자 HIV 전염 위험은 약 30 %이다.  이 위험은 앞서 언급한 개입을 사용할 때 2 % 미만으로 감소한다.  따라서 American College of Obstetrics and Gynecology (ACOG)는 신속하고 적절한 개입을 보장하기 위해 임신 전 및 임신 초기 산전 관리의 일상적인 구성 요소로 HIV 검사를 권장한다.
HIV 감염은 임신에 대한 금기 사항이 아니다. HIV 감염 여성은 원할 경우 임신을 선택할 수 있지만 사전에 의사와 상담하는 것이 좋다. 특히 미국 여성의 20-34 %는 임신을 하고 산전 선별 검사를 받을 때까지 HIV에 걸린 사실을 인지하지 못한다.

## 전송 메커니즘
HIV는 세 가지 상황에서 감염된 산모로부터 신생아에게 전염 될 수 있다. 임신 중 (태반에서), 태아가 감염된 산모 생식기 분비물과 혈액과 접촉하여 출생 시, 산후 모유를 통해 감염된 경우 이러한 유형의 바이러스 전파를 수직 전파라고도 한다. 산모의 HIV 감염은 출산 시 산모의 감염된 혈액이나 산도의 생식기 분비물 / 액체와 아기가 직접 접촉 할 때 가장 흔하게 발생한다고 생각된다.  분만 전 ART 요법을 통한 산모 치료는 바이러스 부하 또는 산모의 혈액 및 기타 체액에 존재하는 바이러스의 양을 감소시켜 분만 중에 태아로의 바이러스 전파 가능성을 현저히 감소시킨다.

## 진단/검사

### 임신 계획
HIV 양성인을 위한 임신 계획에서 고려해야 할 주요 요인은 성 파트너 간의 질병 전파 위험과 태아에게 질병 전파 위험이다. 두 가지 위험 모두 적절한 주산기 계획과 예방적 치료를 통해 완화할 수 있다.
ACOG와 국립 보건원(NIH)은 파트너 중 한 명 또는 두 사람이 HIV 양성인 모든 부부가 임신 전 상담을 받고 산부인과, 감염증, 생식기 내분비학 및 불임 전문가와 상담하여 커플이 질병 상태에 기반하고 ART 약물 복용과 관련된 태아에 대한 위험을 평가하는 적절하고 개별화된 지침을 얻을 것을 권장한다.
한 파트너 만 HIV 양성인 커플은 감염되지 않은 파트너에게 HIV를 전염시킬 위험이 있다.  CDC는 항레트로바이러스 치료(ART)를 받는 동안 감지할 수 없는 바이러스 부하를 유지할 수 있는 HIV 감염자는 성관계를 통해 파트너에게 HIV를 전파할 위험이 거의 없다고 보고한다. 따라서 NIH는 장기적인 ART 치료를 통해 검출 할 수 없는 바이러스 부하를 유지하는 HIV 양성 파트너는 HIV 음성 파트너에게 질병이 전 될 위험을 최소화하면서 콘돔 없는 성관계를 통해 임신을 시도할 수 있다고 권장한다.  NIH는 또한 배란 테스트 키트와 임상 전문가와의 상담을 통해 배란 시 발생하는 최대의 가임력과 콘돔 없는 성관계를 조정하면 임신 가능성을 극대화할 수 있다고 조언한다.
한쪽 파트너가 HIV 양성이고 다른 한쪽 파트너는 음성인 커플에서 HIV 양성 파트너가 바이러스 억제를 달성하지 못했거나 바이러스 상태를 알 수 없는 경우 파트너 간의 전파를 방지하기 위한 대안이 있다. 첫 번째 옵션은 HIV 음성 파트너에게 노출 전 예방 요법(PrEP)을 실시하는 것이다. 이는 콘돔이 없는 성관계 후 HIV 전파를 방지하기 위해 혼합 약물을 하루에 한 번 투여하는 것이다.  NIH는 콘돔이 없는 성관계를 통해 임신을 시도하려는 한쪽 파트너가 HIV 양성인 커플에게 PrEP를 실시할 것을 권고하지만 HIV 음성 파트너를 효과적으로 보호하기 위해서는 엄격한 규칙 고수가 절대적으로 필요하다고 강조한다. 임신을 달성하는 동시에 파트너 간의 HIV 전파를 방지하는 다른 옵션은 생식 보조 의료이다. 임신을 시도하는 여성이 HIV 양성일 때 전염 위험을 줄이기 위해 체외 수정을 선택할 수 있다. 파트너 관계의 남성이 HIV 양성인 경우 커플은 기증자 정자를 사용하거나 정자 준비 기술 (예 : 정자 세척 및 샘플의 후속 바이러스 검사) 및 자궁 내 또는 체외 수정을 이용하여  임신할 수 있다.

### 임신 중 HIV 검사
모성 HIV 감염의 조기 확인과 임신 중 ART의 시작은 태아로의 바이러스 전파를 예방하고 산모의 건강을 보호하는 데 중요하다. HIV에 감염된 여성이 검사를받지 않으면 자녀에게 전염될 가능성이 더 높기 때문이다. CDC, NIH, ACOG 및 미국 소아과 학회(American Academy of Pediatrics)는 각각 일상적인 산전 관리의 일환으로 모든 임산부에게 임신 초기 HIV 검사를 권장한다.

## 치료/관리

### 출산 전 관리

#### 산모에서 아이로의 전염 예방
산모에서 아이로의 HIV 전염의 위험은 산모의 혈장 바이러스 복제본의 양과 가장 직접적인 연관성이 있다. 많은 수의 HIV(HIV RNA가 100,000개/mL)를 가지는 치료받지 않은 산모들은 전염 위험이 50%를 상회한다. 더 적은 양의 바이러스 복제본(HIV RNA가 1000개/mL 이하)를 가진 여성들의 경우 전염의 위험성이 1% 이하였다. 일반적으로, 바이러스 복제본의 양이 적을 경우 전염의 위험 역시 낮았다. 이러한 이유로, 임신 중에는 바이러스 복제본의 양이 가능한 적게 유지되어 전염의 위험성을 낮추기 위하여 항레트로바이러스 요법(ART)이 추천되었다. 항레트로바이러스 약들의 사용은 효과적으로 태반을 통과하여 신생아들이 적절한 항레트로바이러스 약 수준을 태아 때부터 유지하여 바이러스로 인한 질병의 획득을 예방하는 노출 전 예방요법으로 작용할 수도 있다. 마지막으로, 항레트로바이러스 약들은 출산 후의 신생아가 진통과 출산과정에서 노출되었을지도 모르는 바이러스로부터 보호받을 수 있도록 이들에게 지속적으로 투여할 것이 추천되었다.
HIV 양성으로 나타난 모든 임산부는 바이러스 전염의 위험을 방지하기 위해 CD4 수나 바이러스 복제본의 수와는 관련 없이 항레트로바이러스 치료를 시작해야 한다. 항레트로바이러스 치료를 빨리 시작할수록 출산 시의 바이러스 복제본의 수를 줄일 수 있다. 임신 첫 삼분기까지는 태아가 약물의 독성에 더욱 취약하기 때문에, 일부의 여성들은 임신 초기에 항레트로바이러스 치료를 하는 것에 대해 우려를 한다. 그러나 항레트로바이러스 치료를 늦게 시작하는 것은 전염의 가능성을 줄이는 것에 효과적이지 않을 수 있다. 항레트로바이러스 치료는 HIV의 산모-아이 전염 위험을 감소시키는 데에 다음과 같은 임신 기간에 가장 중요하게 사용된다:
- 임신 기간 중: HIV 감염이 된 임신 여성은 최소 3가지 이상의 다른 항HIV 치료제를 경구로 투여받아야 한다.[20]
- 진통과 출산 중: 이미 항레트로바이러스 치료 3제를 진행 중인 HIV 감염이 된 임신 여성은 진행 중이던 경구 치료를 지속해야 한다. 만약 그들의 바이러스 복제본 수가 많다면 (HIV RNA 수가 1,000 copies/mL보다 많다면), 혹은 치료제를 꾸준히 복용을 하였는지에 대한 의문이 있는 경우, 출산 시에 지도부딘(AZT)의 정맥주사가 추가되어야 한다.[21] 이전에 항레트로바이러스 치료를 하지 않았던 임신 여성이나 항레트로바이러스 치료를 4주 이하로 진행하였던 경우 역시 지도부딘을 정맥주사하거나 니페디핀(NVD), 테노포비르(TDF), 엠트리시타빈(FTC)의 1회 투여와 지도부딘의 3시간 간격 투여를 하여야 한다.[22]

WHO, CDC, 미국 보건복지부(U.S. Department of Health and Human Services (DHHS))에 따르면, HIV에 감염된 모든 이들은 그들이 HIV로 진단받은 이후 최대한 빨리 항레트로바이러스 치료를 받아야 한다. 이는 아래와 같은 상황들에서 더 강력하게 권고된다.
- CD4 수가 350 cells/mm3 이하인 경우
- 바이러스 복제본 수가 많은 경우 (HIV RNA가 100,000 copies/mL보다 많은 경우)
- HIV가 AIDS로 진행한 경우
- HIV와 관련된 감염과 질병으로 발전한 경우
- 임신

#### 진통과 분만
여성들은 출산 전과 출산 시 모두에 그들이 복용하고 있던 항레트로바이러스 치료 약을 일정에 맞추어 처방 받은대로 복용해야 한다. 바이러스 복제본 수는 산모와 신생아 모두에게 가장 안전한 방법의 출산 방식이 무엇인지 결정하는 데 도움을 준다.
미국의 국립보건원에 따르면, 산모가 항레트로바이러스 치료법을 받고 출산 시에 바이러스 복제복 수가 적을 때 (HIV RNA 복제본이 1000/mL 이하인 경우), 출산 시 바이러스 전염의 위험이 아주 낮고 질분만을 수행할 수 있다. 제왕절개 분만이나 유도 분만은 HIV가 아닌 다른 의학적인 이유로만 행해져야 한다.